# Dœuil-sur-le-Mignon
Dœuil-sur-le-Mignon település Franciaországban, Charente-Maritime megyében. Lakosainak száma 373 fő (2022. január 1.). Dœuil-sur-le-Mignon Marsais, Migré, Saint-Félix, Villeneuve-la-Comtesse, Val-du-Mignon és Plaine-d’Argenson községekkel határos.

## Népesség
A település népességének változása:
| Lakosok száma | 436  | 325  | 327  | 325  | 349  | 342  | 338  | 336  | 348  | 373  |
|               | 1968 | 1982 | 1990 | 2006 | 2013 | 2015 | 2017 | 2019 | 2020 | 2022 |